# مکسول کالفیلد
مکسول کالفیلد (به انگلیسی: Maxwell Caulfield) بازیگر متولد بریتانیا متولد ۲۳ نوامبر ۱۹۵۹ است. وی بیشتر در ایالات متحده آمریکا بازیگر بوده است.

## فیلم‌شناسی

### دهه ۱۹۸۰
- گریس ۲ (۱۹۸۲)
- پسران همسایه (۱۹۸۵)
- سوابق امپراتور (۱۹۹۵)